# David Rickels
David Rickels (Derby, 5 de janeiro de 1989) é um lutador americano de artes marciais mistas, atualmente compete no Peso Leve do Bellator Fighting Championships, onde ganhou o Torneio de Leves da Oitava Temporada.

## Carreira no MMA
Rickels fez sua estreia profissional no MMA em Fevereiro de 2010 vencendo por nocaute técnico no primeiro round.

### Bellator Fighting Championships
Rickels fez sua estreia no Bellator Fighting Championships em 9 de Abril de 2011 no Bellator 40 onde ele derrotou o até então invicto Dylan Smith por finalização no primeiro round.
Rickels em seguida enfrentou o veterano do Strikeforce Richard Bouphanouvong em 7 de Maio de 2011 no Bellator 43 onde venceu por finalização no segundo round.
Após derrotar Levi Avera a terceira seguida por finalização com um triângulo no Bellator em 2011, Rickels então foi colocado no Torneio de Meio Médios da Sexta Temporada do Bellator em 2012. Ele enfrentou Jordan Smith nas quartas de final do torneio no Bellator 63 e venceu por nocaute em apenas 22 segundos do primeiro round. Nas semifinais no Bellator 69, Rickels enfrentou Karl Amoussou. A luta foi bem equilibrada, porém no final, Amoussou venceu a luta por uma controversa decisão dividida, dando à Rickels sua primeira derrota profissional.
Rickels retornou para sua primeira luta após a sua pimeira derrota profissional onde enfrentou Jason Fischer no Bellator 82. Venceu por decisão unânime.
Rickels foi selecionado para participar do Torneio de Leves da Oitava Temporada onde ele derrotou Lloyd Woodard nas quartas de final no Bellator 87 por decisão unânime.
Rickels era esperado para enfrentar o prospecto russo Alexander Sarnavskiy, porém Sarnavskiy fracturou sua mão durante sua primeira luta e teve que se retirar do torneio. Rickels então enfrentou Jason Fischer em uma revanche e venceu por decisão unânime.
Nas finais, Rickels enfrentou Saad Awad no Bellator 94. Venceu a luta por nocaute técnico no fim do segundo round, mas a vitória não foi sem controversas. Rickels derrubou Awad com um soco de direita bem no fim do segundo round, porém Awad permaneceu descansando em vez de levantar e ir para o seu córner, com isso o árbitro declarou o fim da luta. Com a vitória Rickels ganhou uma chance de disputar o título da categoria.
Teve a chance pelo título em 31 de Julho de 2013 no Bellator 97, contra o campeão Michael Chandler. Com menos de um minuto de luta, Chandler conectou um golpe que abalou Rickels, Chandler então continuou a socar até que o árbitro interrompeu a luta aos 44 segundos de luta com Rickels inconsciente.
Rickels enfrentou Patricky Freire em 21 de Março de 2014 no Bellator 113, pelas Quartas de Final do Torneio da 10ª Temporada. Ele perdeu por nocaute no segundo round. Ele enfrentou Davi Ramos em 24 de Outubro de 2014 no Bellator 130 e venceu por decisão unânime.
Rickels enfrentou o canadense John Alessio em 26 de Junho de 2015 no Bellator 139. A luta terminou em Sem Resultado após Rickels acertar uma joelhada ilegal em Alessio, que foi incapaz de continuar.

## Cartel no MMA
| Cartel no MMA   |             |            |
| 20 lutas        | 16 vitórias | 3 derrotas |
| Por nocaute     | 4           | 2          |
| Por finalização | 6           | 0          |
| Por decisão     | 6           | 1          |
| No contest      | 1           | 1          |

| Res.    | Cartel   | Oponente              | Método                              | Evento                                      | Data                    | Round | Tempo | Local                    | Notas                                                       |
| ------- | -------- | --------------------- | ----------------------------------- | ------------------------------------------- | ----------------------- | ----- | ----- | ------------------------ | ----------------------------------------------------------- |
| NC      | 16-3 (1) | John Alessio          | Sem Resultado (joelhada ilegal)     | Bellator 139                                | 26 de junho de 2015     | 1     | 2:24  | Mulvane, Kansas          |                                                             |
| Vitória | 16-3     | Davi Ramos            | Decisão (unânime)                   | Bellator 130                                | 24 de outubro de 2014   | 3     | 5:00  | Mulvane, Kansas          |                                                             |
| Derrota | 15-3     | Patricky Freire       | Nocaute (socos)                     | Bellator 113                                | 21 de março de 2014     | 2     | 0:54  | Mulvane, Kansas          | Quartas de Final do Torneio de Leves da 10ª Temporada.      |
| Vitória | 15-2     | J.J. Ambrose          | Nocaute Técnico (socos)             | Bellator 103                                | 11 de outubro de 2013   | 3     | 2:37  | Mulvane, Kansas          |                                                             |
| Derrota | 14-2     | Michael Chandler      | Nocaute (socos)                     | Bellator 97                                 | 31 de julho de 2013     | 1     | 0:44  | Rio Rancho, New Mexico   | Pelo Cinturão Peso Leve do Bellator.                        |
| Vitória | 14-1     | Saad Awad             | Nocaute Técnico (socos)             | Bellator 94                                 | 28 de março de 2013     | 2     | 5:00  | Tampa, Florida           | Final do Torneio de Leves da Oitava Temporada               |
| Vitória | 13-1     | Jason Fischer         | Decisão (unânime)                   | Bellator 91                                 | 28 de fevereiro de 2013 | 3     | 5:00  | Rio Rancho, New Mexico   | Semifinal do Torneio de Leves da 8ª Temporada               |
| Vitória | 12-1     | Lloyd Woodard         | Decisão (unânime)                   | Bellator 87                                 | 31 de janeiro de 2013   | 3     | 5:00  | Mount Pleasant, Michigan | Quartas de Final do Torneio de Leves da 8ª Temporada        |
| Vitória | 11-1     | Jason Fischer         | Decisão (unânime)                   | Bellator 82                                 | 30 de novembro de 2012  | 3     | 5:00  | Mt. Pleasant, Michigan   |                                                             |
| Derrota | 10-1     | Karl Amoussou         | Decisão (dividida)                  | Bellator 69                                 | 18 de maio de 2012      | 3     | 5:00  | Lake Charles, Louisiana  | Semifinal do Torneio de Meio Médios da 6ª Temporada.        |
| Vitória | 10-0     | Jordan Smith          | Nocaute (socos)                     | Bellator 63                                 | 30 de março de 2012     | 1     | 0:22  | Uncasville, Connecticut  | Quartas de Final do Torneio de Meio Médios da 6ª Temporada. |
| Vitória | 9-0      | Levi Avera            | Finalização (triângulo)             | Bellator 53                                 | 8 de outubro de 2011    | 2     | 1:06  | Miami, Oklahoma          |                                                             |
| Vitória | 8-0      | Kody Frank            | Decisão (unânime)                   | SKC - Hotter than Hell Fight Night          | 16 de julho de 2011     | 3     | 5:00  | Wichita, Kansas          |                                                             |
| Vitória | 7-0      | Richard Bouphanouvong | Finalização (triângulo)             | Bellator 43                                 | 7 de maio de 2011       | 2     | 1:11  | Newkirk, Oklahoma        |                                                             |
| Vitória | 6-0      | Dylan Smith           | Finalização (triângulo)             | Bellator 40                                 | 9 de abril de 2011      | 1     | 3:32  | Newkirk, Oklahoma        |                                                             |
| Vitória | 5-0      | Aaron Fondry          | Decisão (dividida)                  | Friday Night Fights New England: Burlington | 25 de fevereiro de 2011 | 3     | 5:00  | Burlington, Vermont      |                                                             |
| Vitória | 4-0      | Charles Jones         | Finalização (triângulo)             | C3 Fights: Slammin Jammin Weekend 6         | 22 de outubro de 2010   | 2     | 2:19  | Newkirk, Oklahoma        |                                                             |
| Vitória | 3-0      | Kelly Allen           | Finalização (triângulo)             | Eye Win: Showtime                           | 14 de agosto de 2010    | 1     | 3:31  | Wichita, Kansas          |                                                             |
| Vitória | 2-0      | Michael Glenn         | Finalização (chave de braço)        | Eye Win: Devastation                        | 19 de junho de 2010     | 1     | 2:15  | Wichita, Kansas          |                                                             |
| Vitória | 1-0      | Chris Evinger         | Nocaute Técnico (joelhadas e socos) | Eye Win: Valentine's Day Massacre           | 13 de fevereiro de 2010 | 1     | 2:40  | Wichita, Kansas          |                                                             |